# Bettsville
Bettsville és una població dels Estats Units a l'estat d'Ohio. Segons el cens del 2000 tenia 784 habitants.

## Demografia
Segons el cens del 2000, Bettsville tenia 784 habitants, 298 habitatges, i 210 famílies. La densitat de població era de 582,1 habitants per km².
Dels 298 habitatges en un 37,6% hi vivien nens de menys de 18 anys, en un 54,7% hi vivien parelles casades, en un 8,7% dones solteres, i en un 29,5% no eren unitats familiars. En el 23,5% dels habitatges hi vivien persones soles el 9,7% de les quals corresponia a persones de 65 anys o més que vivien soles. El nombre mitjà de persones vivint en cada habitatge era de 2,63 i el nombre mitjà de persones que vivien en cada família era de 3,12.
Per edats la població es repartia de la següent manera: un 29,1% tenia menys de 18 anys, un 9,8% entre 18 i 24, un 29,8% entre 25 i 44, un 19,1% de 45 a 60 i un 12,1% 65 anys o més.
L'edat mediana era de 33 anys. Per cada 100 dones de 18 o més anys hi havia 98,6 homes.
La renda mediana per habitatge era de 37.266 $ i la renda mediana per família de 39.219 $. Els homes tenien una renda mediana de 30.481 $ mentre que les dones 20.368 $. La renda per capita de la població era de 15.933 $. Aproximadament el 6,5% de les famílies i el 7,4% de la població estaven per davall del llindar de pobresa.

## Poblacions més properes
El següent diagrama mostra les poblacions més properes.